# Timorski jezici
Timorski jezici,  podskupina centralnih malajsko-polinezijskih jezika iz Indonezije (Mali sundski otoci i Maluku) i Istočnog Timora. Obuhvaća (49) jezika podijeljenih u nekoliko užih podskupina. Predstavnici su: 
a) Flores-Lembata  (Mali sundski otoci) (13) sa: adonara, alor, ile ape, kedang, lamaholot, lamalera, lamatuka, lembata (2 jezika, južni i zapadni),  levuka, lewo eleng, lewotobi, sika;
b) helong (Mali sundski otoci). Danas u zapadne ekstra-ramelajske jezike
c) Nuclear Timor: 
c1. Jezgrovni istočnotimorski danas se zovu i ramelajski jezici po planinama Ramelau (Istočni Timor) 6 (prije 7 s tetunskim): galoli, idaté, kemak, lakalei, mambae, tetun, tukudede;
c2. jezgrovni zapadnotimorski (Timor, Mali sundski otoci, Istočni Timor) danas zapadni ekstra-ramelajski jezici: amarasi, baikeno, bilba, dela-oenale, dengka, lole, ringgou, termanu, tii, uab meto.
c3. Waima'a (3), Istočni Timor: habu, kairui-midiki, waima'a.
c4. Nauete (Istočni Timor);
d) jugozapadni molučki jezici. Danas su dio istočnih ekstra-ramelajskih jezika: 
d1. East Damar (1): istočnodamarski. Moluci
d2. Kisar-Roma (2): kisar, roma; Moluci.
e) luang (2). Danas su dio istočnih ekstra-ramelajskih jezika: leti, luang;
f) Teun-Nila-Serua (3) Danas su dio istočnih ekstra-ramelajskih jezika:
f1. Nila-Serua (2): nila, serua;
f2. Teun (1): te'un;
g) wetarski jezici/Wetar (5): aputai, ili'uun, perai, talur, tugun. danas dio ekstra-ramelajskih jezika.
Timorski jezici danas se dijele na uže skupine: 
a) ramelajsku (6) jezika;
b) ekstra-ramelajsku (s centralnom, istočnom, zapadnom i sjevernom ili wetarskom i jezik Te’un [tve]), ukupno (30) jezika;
c) flores-lembata (13):

## Vanjske poveznice
- Ethnologue (14th)